# 19 septembre en sport
19 août 19 octobre
Chronologies thématiques
- Croisades
- Ferroviaires
- Disney

Le 19 septembre est le 262e jour de l'année (263e en cas d'année bissextile) du calendrier grégorien.

## Événements

### XIXesiècle
- 1866 :
  - (Boxe) : aux États-Unis Mike McCoole bat Bill Davis dans le 34e round et devient champion américain[1].
- 1897 :
  - (Football) : Lomas Athletic Club (10 victoires et 2 nuls) est champion d’Argentine après trois matches de barrage face à Lanus (1-1, 0-0, 1-0).

### XXesièclede1901à1950
- 1920 :
  - (Football) : à Helsinki, l'équipe de Finlande s'impose 1-0 face à l'équipe de Suède.

### XXesièclede1951à2000
- 1971 :
  - (Formule 1) : Grand Prix automobile du Canada.
- 1992 :
  - (Athlétisme) : Sergueï Bubka porte le record du monde du saut à la perche à 6,13 mètres.
- 1995:
- (Football) : Équipe de Norvège féminine de football remporte le match 17-0 face à Equipe de Slovaquie féminine de football

### XXIesiècle
- 2005 :
  - (Football) : Didier Deschamps quitte son poste d'entraîneur de l'AS monaco. Le club monégasque est éliminé de la Ligue des champions et pointe à la 15e place du classement de Ligue 1 après 7 journées.
- 2020 :
  - (Compétition automobile /Endurance) : début de la 88e édition des 24 Heures du Mans qui est reportée à ce jour, et compte tenu des restrictions sanitaires, elle se déroule à huis clos[2].
  - (Cyclisme sur route /Tour de France) : sur la 20e étape du Tour de France qui se déroule sous la forme d'un contre-la-montre individuel en montagne entre Lure et la Planche des Belles Filles, sur une distance de 36,2 kilomètres, victoire du Slovène Tadej Pogačar qui s'empare du Maillot jaune.

## Naissances

### XIXesiècle
- 1840 :
  - Galen Spencer, archer américain. Champion olympique de la Team round 60y aux Saint-Louis 1904. († 19 octobre 1904).

### XXesièclede1901à1950
- 1921 :
  - Roy Campanella, joueur de baseball américain. († 26 juin 1993).
- 1922 :
  - Willie Pep, boxeur américain. Champion du monde poids plumes de boxe de 1942 à 1948 et 1949 à 1950. († 23 novembre 2006).
  - Emil Zátopek, athlète de fond tchécoslovaque puis tchèque. Champion olympique du 10 000 m et médaillé d'argent du 5 000 m aux Jeux de Londres 1948, champion olympique du 5 000 m, du 10 000 m et du marathon aux Jeux d'Helsinki 1952. Champion d'Europe d'athlétisme du 5 000 m et 10 000 m 1950 et champion d'Europe d'athlétisme du 10 000 m 1954. († 22 novembre 2000).
  - Dana Zátopková, athlète de lancer tchécoslovaque puis tchèque. Championne olympique du javelot aux Jeux d'Helsinki 1952 puis médaillée d'argent aux Jeux de Rome 1960. Championne d'Europe d'athlétisme du javelot 1954 et 1958. Détentrice du Record du monde du javelot féminin du 1er juin 1958 au 24 juillet 1958. († 13 mars 2020).
- 1926 :
  - Duke Snider, joueur de baseball américain. († 27 février 2011).
- 1929 :
  - Léon De Lathouwer, cycliste sur route belge. Champion olympique de la course sur route par équipes aux Jeux de Londres 1948. († 7 août 2008).
- 1936 :
  - Al Oerter, athlète de lancers américain. Champion olympique du disque aux Jeux de Melbourne 1956, aux Jeux de Rome 1960, aux Jeux de Tokyo 1964 et aux Jeux de Mexico 1968. († 1er octobre 2007).
- 1937 :
  - Boris Onishchenko, pentathlonien soviétique puis ukrainien. Médaillé d'argent par équipes aux jeux de Mexico 1968 puis champion olympique par équipes et médaillé d'argent en individuel aux Jeux de Munich 1972. Champion du monde de pentathlon moderne par équipes 1969, en individuel et par équipes 1971, par équipes 1973 et 1974.
- 1938 :
  - Alain Serpaggi, pilote de courses automobile français.
- 1940 :
  - Ed Westfall, hockeyeur sur glace canadien.
- 1943 :
  - André Boudrias, hockeyeur sur glace canadien.  († 5 février 2019).
  - Joe Morgan, joueur de baseball américain. († 11 octobre 2020).
- 1946 :
  - Yvan Buonomo, joueur de rugby à XV français. (3 sélections en équipe de France).
  - Brian Henton, pilote de F1 américain.
  - André Lubrano, joueur de rugby à XV français puis pratiquant la Joute nautique et devenu homme politique. (2 sélections en équipe de France). Vainqueur des Grand Prix de la Saint-Louis 1978 et 1987.
- 1947 :
  - Brian Hill, entraîneur de basket-ball croate.
- 1948 :
  - Mikhail Fomenko, footballeur puis entraîneur soviétique puis ukrainien. Médaillé de bronze aux Jeux de Montréal 1976. Vainqueur de la Coupe d'Europe des vainqueurs de coupe 1975. (24 sélections en équipe nationale). Sélectionneur de l'équipe d’Irak de 1990 à 1991, de l'équipe de Guinée en 1994 et de l'équipe d'Ukraine de 2013 à 2016. († 29 avril 2024).

### XXesièclede1951à2000
- 1952 :
  - Bernard de Dryver, pilote de courses automobile belge.
- 1955 :
  - Dominique Arnaud, cycliste sur route français. († 20 juillet 2016).
- 1956 :
  - Juan Manuel Fangio II, pilote de courses automobile argentin.
- 1958 :
  - Azumah Nelson, boxeur ghanéen. Champion du monde poids plumes de boxe de 1983 à 1987 puis champion du monde poids super-plumes de boxe de 1988 à 1994.
  - Alain Polaniok, footballeur puis entraîneur français. († 12 septembre 2005).
- 1960 :
  - Carlos Mozer, footballeur puis entraîneur brésilien. Vainqueur de la Copa Libertadores 1981. (32 sélections en équipe nationale).
- 1962 :
  - Pascal Dupraz, footballeur puis entraîneur français.
- 1963 :
  - David Seaman, footballeur anglais. Vainqueur de la Coupe d'Europe des vainqueurs de coupe 1994. (75 sélections en équipe nationale).
- 1964 :
  - Enrico Bertaggia, pilote de courses automobile italien.
- 1965 :
  - Andrew Leeds, joueur de rugby à XV et de rugby à XIII australien. (14 sélections avec l'Équipe d'Australie de rugby à XV).
  - Katrina McClain, basketteuse puis consultant TV française. Championne olympique aux Jeux de Séoul 1988 et aux Jeux d'Atlanta 1996 puis médaillée de bronze aux Jeux de Barcelone 1992. Championne du monde féminin de basket-ball 1986 et 1990.
- 1967 :
  - Jim Abbott, joueur de baseball américain.
- 1969 :
  - Yannick Souvré, basketteuse puis consultant TV française. Championne d'Europe de basket-ball 2001, médaillée d'argent à l'Euro de basket-ball féminin 1993 et 1999. Victorieuse de l'Euroligue féminine de basket-ball 1997, 1998 et 2001, de la Coupe Ronchetti 1995. (243 sélections en équipe de France de basket-ball féminin).
  - Kostya Tszyu, boxeur russe puis australien. Champion du monde poids super-légers de boxe de 1995 à 1997, de 1999 à 2001 et de 2003 à 2005.
- 1970 :
  - Sonny Anderson, footballeur puis entraîneur et consultant TV brésilien. (8 sélections en équipe nationale).
  - Dan Bylsma, hockeyeur sur glace puis entraîneur américain.
  - Gilbert Dionne, hockeyeur sur glace canadien.
- 1972 :
  - Ulrich Ramé, footballeur français. Champion d'Europe de football 2000. (12 sélections en équipe de France).
- 1973 :
  - Cristiano da Matta, pilote de F1 brésilien.
  - Delphine Réau, tireuse à la fosse olympique française. Médaillée d'argent aux Jeux de Sydney 2000 puis médaillée de bronze aux Jeux de Londres 2012.
- 1974 :
  - Damir Mulaomerović, basketteur croate. Vainqueur de l'Euroligue 2002.
  - Roland Németh, athlète de sprint hongrois.
- 1975 :
  - Jérôme Monnet, basketteur français.
- 1976 :
  - Raja Bell, basketteur américain.
- 1978 :
  - Julio Farías Cabello, joueur de rugby à XV argentin. (7 sélections en équipe nationale).
  - Mariano Puerta, joueur de tennis argentin.
- 1979 :
  - Brian Liebenberg, joueur de rugby à XV sud-africain puis français. Vainqueur du Grand Chelem 2004. (12 sélections en équipe de France).
- 1980 :
  - J. R. Bremer, basketteur américain.
  - Dimitri Yachvili, joueur de rugby à XV puis consultant TV français. Vainqueur Grand Chelem 2004 et 2010 ainsi que des tournois des Six Nations 2006 et 2007 puis du Challenge européen 2012. (61 sélections en équipe de France).
- 1981 :
  - Damiano Cunego, cycliste sur route italien. Vainqueur du Tour d'Italie 2004, des Tours de Lombardie 2004, 2007 et 2008 puis de l'Amstel Gold Race 2008.
  - Rick DiPietro, hockeyeur sur glace américain.
  - Franck Signorino, footballeur français.
  - Iman Zandi, basketteur iranien.
- 1982 :
  - Eduardo, footballeur portugais. Champion d'Europe de football 2016. (36 sélections en équipe nationale).
  - Eléni Daniilídou, joueuse de tennis grecque.
- 1983 :
  - Carl Landry, basketteur américain.
- 1984 :
  - Antanas Kavaliauskas, basketteur lituanien.
  - Shannon Rowbury, athlète de demi-fond américaine.
- 1985 :
  - Sarah Hunter, joueuse de rugby à XV anglaise. Championne du monde de rugby à XV féminin 2014. Victorieuse des Grand Chelem 2007, 2008, 2011, 2012 et 2017 puis du Tournoi des Six Nations féminin 2009. (102 sélections en équipe nationale).
  - Alun Wyn Jones, joueur de rugby à XV gallois. Vainqueur des Grand Chelem 2008, 2012 et 2019 puis des tournois des Six Nations 2013 et Grand Chelem 2021. (158 sélections en équipe nationale).
- 1986 :
  - Céline Goberville, tireuse française. Médaillée d'argent du pistolet à 10 m aux Jeux de Londres 2012. Championne d'Europe de tir à 10m 2011, 2013 et 2018.
  - Sally Pearson, athlète de haies australienne. Médaillée d'argent du 100 m haies aux Jeux de Pékin 2008 puis championne olympique du 100m haies aux Jeux de Londres 2012. Championne du monde d'athlétisme du 100 m haies 2011 et 2017.
- 1987 :
  - Nicolas Pallois, footballeur français.
- 1988 :
  - Henok Legesse, athlète de demi-fond éthiopien.
- 1989 :
  - Victoria Dunlap, basketteuse américaine.
  - Tyreke Evans, basketteur américain.
  - Teodor Todorov, volleyeur bulgare.
- 1990 :
  - Mário Fernandes, footballeur brésilien puis russe. (1 sélection avec l'équipe du Brésil et 33 avec celle de Russie).
  - Josuha Guilavogui, footballeur franco-guinéen. (7 sélections en équipe de France).
  - Ksenia Makeeva, handballeuse russe. Médaillée d'argent aux Jeux de Tokyo 2020. Championne du monde féminin de handball 2009. Victorieuse des Coupes de l'EHF féminine 2008 et 2017. (159 sélections en équipe nationale).
  - Alexis Tanghe, basketteur français.
  - Kieran Trippier, footballeur anglais. (50 sélections en équipe nationale).
  - Elhadji Wade, basketteur sénégalais.
- 1991 :
  - C.J. McCollum, basketteur américain.
  - Abdul Majeed Waris, footballeur ghanéen. (32 sélections en équipe nationale).
  - Will Rowlands, joueur de rugby à XV gallois. Vainqueur du Tournoi des Six Nations 2021. (26 sélections en équipe nationale).
  - Clémentine Samson, basketteuse française.
- 1992 :
  - Viatcheslav Bobrov, basketteur ukrainien.
- 1993 :
  - Chan Hao-ching, joueuse de tennis taïwanaise.
- 1994 :
  - Mamadou Diallo, footballeur sénégalo-guinéen. (2 sélections avec l'équipe de Guinée).
  - Gustavo Menezes, pilote de courses automobile américain.
- 1995 :
  - Alex Aranburu, cycliste sur route espagnol.
  - J.J. Frazier, basketteur américain.
  - Ronald Kwemoi, athlète de demi-fond kényan.
  - Jaylen Morris, basketteur américain.
  - Élodie Ravera-Scaramozzino, rameuse française. Championne d'Europe d'aviron du deux de couple 2018.
  - Liliana Venâncio, handballeuse angolaise. Championne d'Afrique des nations féminin de handball 2016, 2019, 2021 et 2022. (32 sélections en équipe nationale).
- 1996 :
  - Dejounte Murray, basketteur américain.
  - Naoki Nakamura, sauteur à ski japonais.
  - Michal Sáček, footballeur tchèque.
  - Chris Silva, basketteur gabonais.
- 1998 :
  - Jacob Bruun Larsen, footballeur danois. (6 sélections en équipe nationale).
  - Kevin Danso, footballeur autrichien. (22 sélections en équipe nationale).
  - Seif El-Deraa, handballeur égyptien. Champion d'Afrique des nations masculin de handball 2020 et 2022. (39 sélections en équipe nationale).
  - Trae Young, basketteur américain.
- 1999 :
  - Diogo Costa, footballeur luso-suisse. (23 sélections avec l'équipe du Portugal).
- 2000 :
  - Jakob Ingebrigtsen, athlète de demi-fond et de fond norvégien. Champion olympique du 1 500m aux Jeux de Tokyo 2020. Champion du monde d'athlétisme du 5 000m 2022 et 2023. Champion d'Europe d'athlétisme du 1 500m et du 5 000m 2018 et 2022.
  - Francesca Jones, joueuse de tennis britannique.

### XXIesiècle
- 2001 :
  - Isak Dybvik Määttä, footballeur norvégien.
- 2005 :
  - Lewis Koumas, footballeur gallois.

## Décès

### XXesièclede1901à1950
- 1914 :
  - Charles Devendeville, 32 ans, nageur et joueur de water-polo français. Champion olympique de nage sous l'eau aux Jeux de Paris 1900. (° 8 mars 1882).

### XXesièclede1951à2000
- 1955 :
  - Richard Benz, 80 ans, pilote de course automobile et industriel allemand. (° 21 octobre 1874).
- 1966 :
  - Albert Divo, 71 ans, pilote de courses automobile français. (° 24 janvier 1895).

### XXIesiècle
- 2006 : 
  - Roy Schuiten, 55 ans, cycliste sur route et sur piste néerlandais. Champion du monde de cyclisme sur piste de la poursuite individuelle 1974 et 1975. (° 16 décembre 1950).
- 2011 : 
  - Mathieu Schiller, 32 ans, bodyboarder français. (° 14 avril 1979).
- 2012 : 
  - Víctor Cabedo, 23 ans, cycliste sur route espagnol. (° 15 juin 1989).
- 2015 :
  - Todd Ewen, 49 ans, hockeyeur sur glace puis entraîneur canadien. (° 22 mars 1966).
- 2017 :
  - Jake LaMotta, 95 ans, boxeur américain. Champion du monde des poids moyens du 16 juin 1949 au 14 février 1951. (° 10 juillet 1922).
  - John Nicholson, 75 ans, pilote de courses automobile néo-zélandais. (° 6 octobre 1941).